# 贝尔古埃-维耶勒纳沃
贝尔古埃-维耶勒纳沃（法語：Bergouey-Viellenave，法語發音：[bɛʁɡwɛ vjɛlnav]）是法国大西洋比利牛斯省的一个市镇，位于该省北部偏西，属于巴约讷区。

## 历史
该市镇前身为1972年由原市镇贝尔古埃（Bergouey）、阿朗库（Arancou）和比杜兹河畔维耶勒纳沃（Viellenave-sur-Bidouze）合并而成的贝尔古埃-阿朗库-维耶勒纳沃（Bergouey-Arancou-Viellenave）。1977年，阿朗库脱离该市镇并恢复为独立市镇，该市镇更名为贝尔古埃-维耶勒纳沃（Bergouey-Viellenave）。

## 地理
贝尔古埃-维耶勒纳沃（43°25'22"N, 1°3'24"W）面积11.37 平方千米，位于法国新阿基坦大区大西洋比利牛斯省，该省份为法国东南部省份，涵盖了贝阿恩与北巴斯克，西临大西洋比斯開灣，北至朗德省，东北接热尔省，东临上比利牛斯省，南与西班牙接壤。
与贝尔古埃-维耶勒纳沃接壤的市镇（或旧市镇、城区）包括：伊拉尔、拉贝茨-比斯凯、阿罗特-沙里特、马斯帕罗特、阿朗库、拉巴斯蒂德自由城。

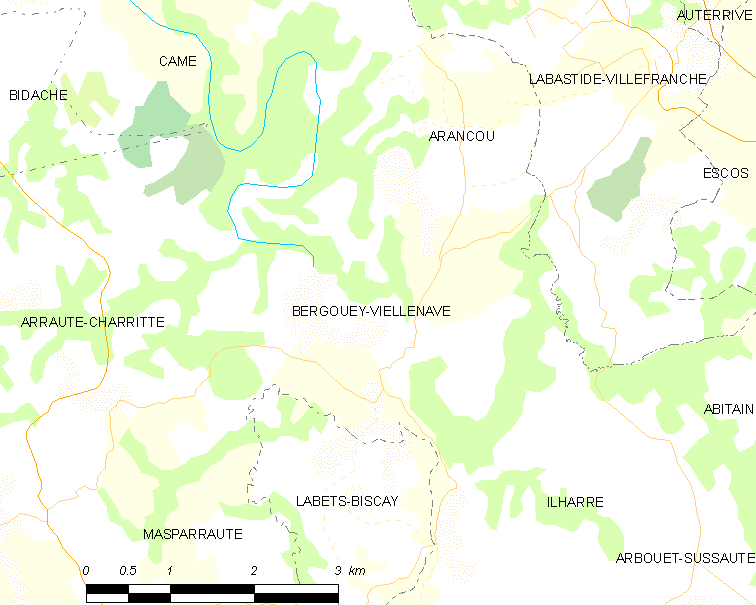
贝尔古埃-维耶勒纳沃的OSM定位图

贝尔古埃-维耶勒纳沃的时区为UTC+01:00、UTC+02:00（夏令时）。

## 行政
贝尔古埃-维耶勒纳沃的邮政编码为64270，INSEE市镇编码为64113。

## 政治
贝尔古埃-维耶勒纳沃所属的省级选区为比达什地区-阿米库塞-奥斯蒂巴尔县。

## 人口

1962-2008年间贝尔古埃-维耶勒纳沃人口变化图示

贝尔古埃-维耶勒纳沃于2022年1月1日时的人口数量为120人。